# Барамидзе, Гогуца Калистратовна
Гогуца Калистратовна Барамидзе (род. 1927 год, Горийский уезд, ССР Грузия) — звеньевая колхоза имени Махарадзе Ланчхутского района, Грузинская ССР. Герой Социалистического Труда (1949).

## Биография
Родилась в 1927 году в крестьянской семье в одном из сельских населённых пунктов Горийского уезда. Трудовую деятельность начала в годы Великой Отечественной войны рядовой колхозницей в колхозе имени Махарадзе Ланчхутского района. В послевоенные годы возглавляла комсомольско-молодёжное звено чаеводов.
В 1948 году звено под её руководством собрало в среднем с каждого гектара по 8164 килограмма чайного листа на участке площадью 2 гектара. Указом Президиума Верховного Совета СССР от 29 августа 1949 года удостоена звания Героя Социалистического Труда за «получение высоких урожаев сортового зелёного чайного листа и цитрусовых плодов в 1948 году» с вручением ордена Ленина и золотой медали «Серп и Молот» (№ 4561).
Этим же указом званием Героя Социалистического Труда была награждена труженица колхоза имени Махарадзе Матрона Михайловна Мшвидобадзе.
За выдающиеся трудовые результаты по итогам 1950 года была награждена вторым Орденом Ленина.
Проживала в Ланчхутском районе.
Награды
- Герой Социалистического Труда
- Орден Ленина — дважды (1949; 23.07.1951)